# Johann Lengoualama
Johann Diderot Lengoualama Boukamba (Moanda, 29 settembre 1992) è un calciatore gabonese, attaccante dell'Al-Qous e della nazionale gabonese.

## Carriera

### Nazionale
Ha esordito in nazionale nel 2012.